# Епархия Сантисимо-Салвадор-де-Баямо-Мансанильо
Епархия Сантисимо-Салвадор-де-Баямо-Мансанильо  (лат. Dioecesis Sanctissimi Salvatoris Bayamensis-Manzanillensis) — епархия Римско-Католической церкви с центром в городе Баямо, Куба. Епархия Сантисимо-Салвадор-де-Баямо-Мансанильо входит в митрополию Сантьяго-де-Кубы. Кафедральным собором епархии Сантисимо-Салвадор-де-Баямо-Мансанильо является церковь Святейшего Спасителя.

## История
9 декабря 1995 года Римский папа Иоанн Павел II издал буллу «Venerabilis Frater», которой учредил епархию Сантисимо-Салвадор-де-Баямо-Мансанильо, выделив её из архиепархии Сантьяго-де-Кубы.

## Ординарии епархии
- епископ Dionisio García Ibáñez (9.12.1995 — 10.02.2007) — назначен архиепископом Сантьяго-де-Кубы;
- епископ Álvaro Julio Beyra Luarca (9.07.2007 — по настоящее время).

## Источник
- Annuario Pontificio, Libreria Editrice Vaticana, Città del Vaticano, 2003, ISBN 88-209-7422-3
- Булла Venerabilis Frater  (лат.)